# 새한 제미니

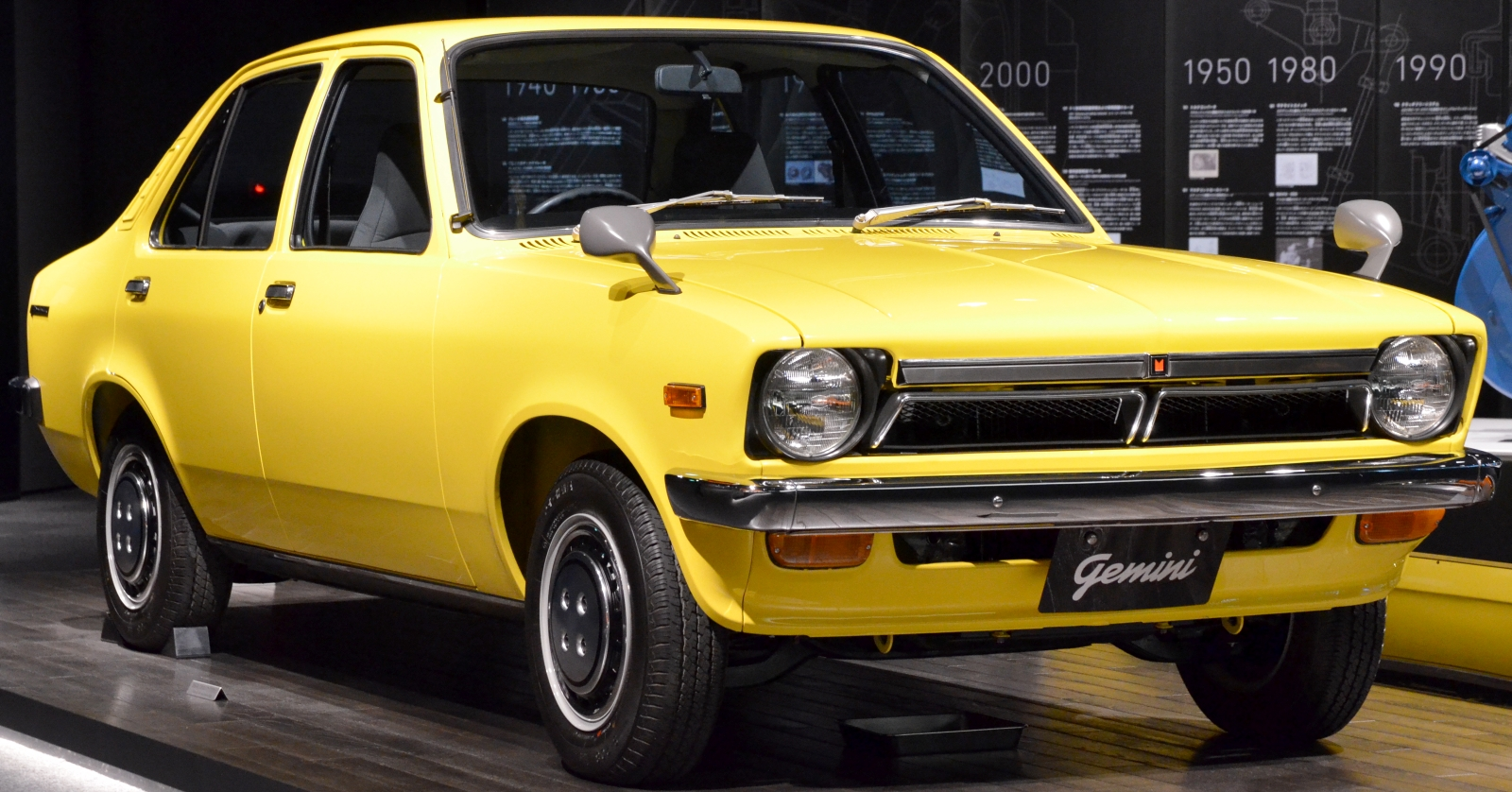
이스즈 제미니(새한 제미니의 베이스 차종) 정측면

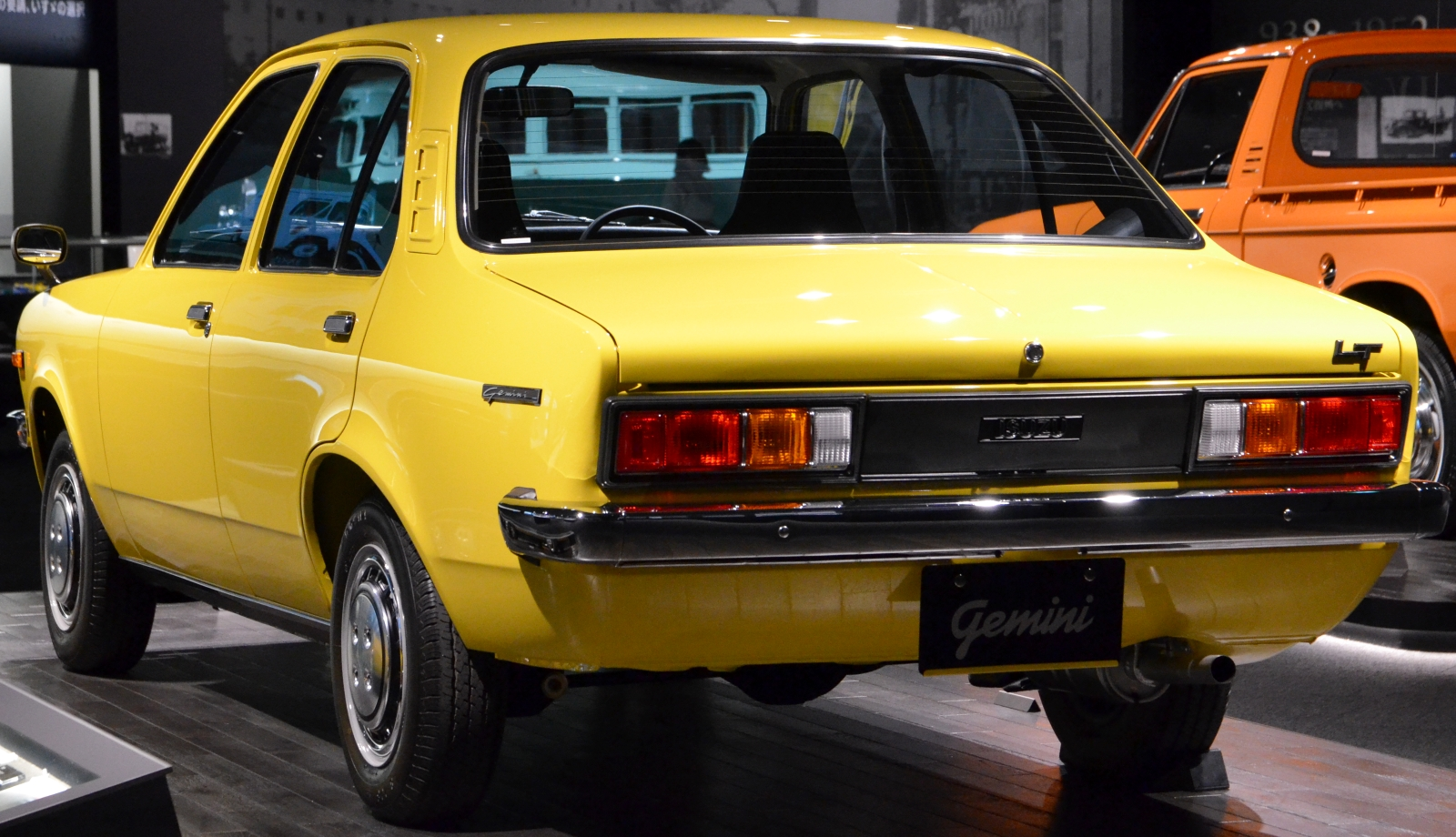
이스즈 제미니(새한 제미니의 베이스 차종) 후측면

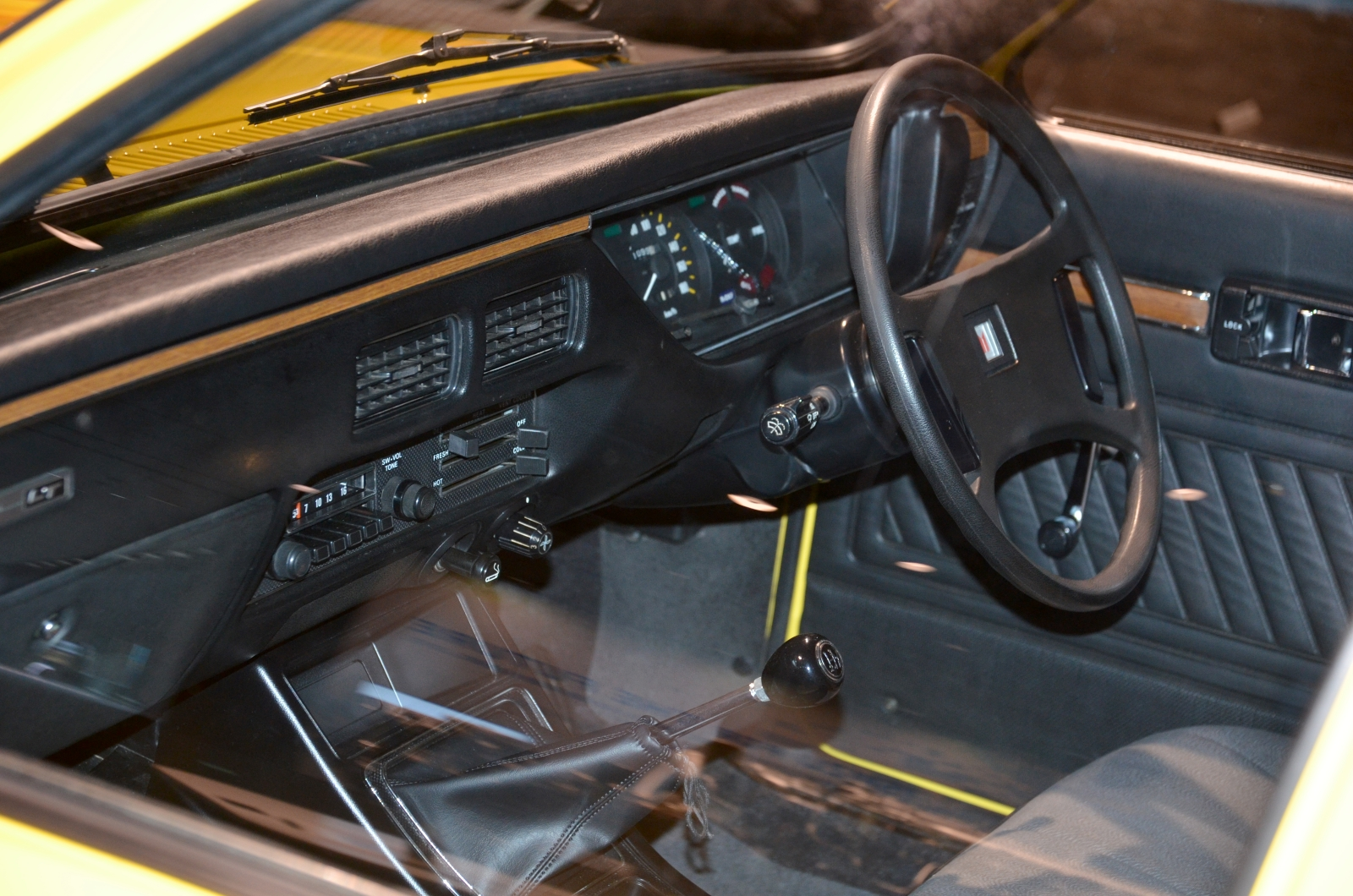
이스즈 제미니(새한 제미니의 베이스 차종) 내부

새한 제미니(Saehan Gemini)는 1977년 12월에 새한자동차에서 출시된 소형차이다. 기존의 카미나를 대체하는 후속 차종으로, 현대 포니와 기아 브리사가 속한 소형차 시장에 새한자동차는 오펠 카데트 C를 이스즈 자동차에서 개량한 제미니를 내놓았다. 르망의 시초이기도 한 오펠 카데트는 GM의 월드 카 계획을 통해 만들어진 소형차였으며, 새한자동차가 대한민국 여건에 맞게 개량하였다. 이 차는 해외에서 쉐보레 쉬베트로도 판매되었고, 새한 버드라는 차명으로도 수출되었다. 새한자동차는 두꺼운 차체와 충격 흡수식 스티어링 휠 등 제미니의 안전성을 알리며, 홍보에 열을 올렸다. 하지만 당시 소형차 시장에서 포니의 독주를 막을 수 없었고, 개발 시기가 너무 늦었으며, 무엇보다 연비가 좋지 않아 판매 대수가 경쟁 차종에 비해 적었다. 특히 1.5L 가솔린 엔진은 엔진과 보디의 조화가 맞지 않아 실패했었던 전작인 카미나의 엔진(시보레 1700에 장착되었던 1.7L 가솔린 엔진 기반의 1.5L 가솔린 엔진)이었다. 1979년 8월에는 제미니를 기반으로 만든 0.85톤 픽업 트럭인 맥스가 출시되었으며, 오펠제 디젤 엔진을 장착했다. 제미니는 1982년 2월에 페이스 리프트 차종인 맵시가 출시되기 전까지 18,900여 대를 생산하였다. 현재 대한민국에서 남아 있는 차량이 약 13대 정도이며, 그 중 1~2대를 올드 카 대여 업체인 금호상사에서 보유 중이다.
여담으로 1980년대 초중반에 경찰차로 사용된 자료가있다. 그리고 1987년에 철도 충돌시험에서 현대 포니와 새한 카미나와 함께 충돌차량으로 나왔었다.

## 제원
- 전장(mm) : 4,135
- 전폭(mm) : 1,570
- 전고(mm) : 1,365
- 축거(mm) : 2,405
- 윤거(전, mm) : 1,300
- 윤거(후, mm) : 1,305
- 승차정원 : 2명(맥스)/5명
- 변속기 : 수동 4단
- 구동형식 : 후륜 구동

| 구분               | 1.5        |
| ------------------ | ---------- |
| 연료               | 가솔린     |
| 배기량(cc)         | 1,492      |
| 최고출력(ps/rpm)   | 73/5,400   |
| 최대토크(kg*m/rpm) | 12.0/3,400 |